# Лайош Орвош
Лайош Орвош (28 липня 1923, Ужгород — 27 липня 2002, Будапешт) — письменник, поет, перекладач.

## Діяльність
Його батьком був Янош Орвош, журналіст та редактор видавничих робіт. У 1941 році Лайош Орвош розпочав свою кар'єру у Жігмонда Моріца в редакції «Східного народу». Моріц зарахував його на французький факультет університету, сказавши, що угорський письменник повинен володіти світовою мовою. Після закінчення університету він був першим стипендіатом ЮНЕСКО, який вивчав лінгвістику в паризькій Сорбонні. З 1958 року виходили його власні томи поезії, романи та оповідання, у «Літературній газеті».
Він часто з'являвся в Парижі, на довші чи коротші періоди часу. Він повернувся до Угорщини назавжди у 1966 році, після чого щороку виїжджав вивчати лінгвістику лише на один місяць. Серед відомих французьких письменників він перекладав твори Бальзака, Верна, Камю, Леві-Строса, Сіменона, Лекальока угорською мовою.
У 2001 році президент Французької Республіки присвоїв йому звання офіцера французького Національного ордена «За заслуги», а того ж року тодішній прем'єр-міністр Франції присвоїв Лайошу Орвошу звання офіцера Академії пальм. 
Лайош Орвош помер у 2002 році як останній угорський письменник, який працював із Жігмондом Моріцем у редакції «Східного народу».

## Творчість
- Csillagok alatt (1941)
- Tücsök (1944)
- Nyomozás (1947)
- A szegénység dicsérete (1947)
- A forró föld küldötte (1952)
- Furulya (1954)
- Elvágva a világtól (1988)
- Arcok éjszaka (1994)
- Külvárosi lelkek (1994)